# Kadirenahalli, Bangarapet
Kadirenahalli là một làng thuộc tehsil Bangarapet, huyện Kolar, bang Karnataka, Ấn Độ.